# Armstead
Armstead é uma localidade no condado de Beaverhead no estado de Montana, Estados Unidos. Fica situada a cerca de 34 km da capital do condado, Dillon. O seu nome foi retirado ao nome de um mineiro Harry Armstead. Armstead fica localizada próxima de um vale do rio Beaverhead, próximo da foz do Horse Prairie Creek. A vila foi uma estação da linha da  Union Pacific Railroad de Idaho Falls e Butte, em Montana. Houve um posto de correio entre 1907 e 1962 (curiosamente, o ano em que a localidade foi abandonada, devido à construção de uma barragem. Há por isso quem considere que Armstead é uma cidade fantasma, embora o seu despovoamento se tenha devido à submersão da localidade e não ao êxodo dos habitantes por motivos próprios.
Armstead é talvez melhor recordada por ser a sede de Gilmore & Pittsburgh Railroad, que operou uma linha daqui a Salmon entre 1910 e 1939.
A expedição de Lewis e Clark estabeleceu o Camp Fortunate entre 17 e 24 de agosto de 1805, na área da futura localidade de Armstead.
A construção da  Clark Canyon Dam em 1961–1964 criou um reservatório que inundou completamente a localidade de  Armstead.  Armstead era ainda uma comunidade viável quando a decisão de construir a barragem foi tomada. Por isso, muitos muitos não a consideram como uma cidade fantasma, mas  uma cidade abandonada. Quando o nível da água da barragem baixa (em épocas de seca ), pode-se ver a velha estrada, a via férrea e mesmo alguns edifícios são ainda visíveis.